# Васильєво-Ханжоновка
Васильєво-Ханжоновка (рос. Васильево-Ханжоновка) — село, адміністративний центр Васильєво-Ханжоновского сільського поселення Неклинівського району у Ростовській області.
Населення — 541 осіб (2010 рік).

## Географія
Село Васильєво-Ханжоновка розташоване на лівому березі річки Мокрий Яланчик; на північ від села Велико-Вознесенки; неподалік від українського кордону.

### Вулиці
- вул. Миру,
- вул. Молодіжна,
- вул. Радянська,
- вул. Шкільна,
- пр. Галухіна,
- пр. Тургенєвський.

## Історія
Село розташовано в основному районі Яланецької паланки Запоріжжя у 18 сторіччі.
У 1920—1925 роках село входило до складу УСРР.